# Bloxham
Bloxham is een civil parish in het bestuurlijke gebied Cherwell, in het Engelse graafschap Oxfordshire met 3374 inwoners.